# Eine Frau von heute
Eine Frau von heute ist ein deutscher Spielfilm in Schwarzweiß aus dem Jahr 1954 von Paul Verhoeven. Dieser verfasste auch das Drehbuch zusammen mit Juliane Kay. Die Hauptrollen sind mit Luise Ullrich, Curd Jürgens, Carsta Löck und Marianne Brauns besetzt. Ins Kino kam der Streifen erstmals am 14. April 1954. 

## Handlung
Toni Bender ist eine junge Frau, die zupacken kann und ihren ganzen „Mann“ steht. In der Münchner Großmarkthalle betreibt sie erfolgreich einen Obststand. Eines Tages erhält sie die ersehnte Nachricht, dass ihr Gatte aus der Kriegsgefangenschaft heimkommt. Mit ihrem eigenen kleinen Lieferwagen holt sie ihn am Bahnhof ab. Heinz Bender staunt nicht schlecht, wie tüchtig und selbständig seine Frau geworden ist. Als sie dann auch noch dafür sorgt, dass er in seinen erlernten Beruf zurückfindet und bald wieder ein gefragter Architekt ist, muss Heinz feststellen, dass seine Frau ihm über den Kopf gewachsen ist.
Wie anders ist da doch Marie-Claire! Das Mädchen ist zwar etwas naiv und leichtsinnig, dafür aber sehr anlehnungsbedürftig. Außerdem hat sie immer für ihn Zeit. Eines Tages erklärt Heinz seiner Frau, eine Geschäftsreise zu machen. In Wirklichkeit aber fährt er mit seiner Geliebten in den Skiurlaub. Lange dauert es jedoch nicht, bis ihm Toni auf die Schliche kommt. Sie verlässt ihren Mann und zieht in eine Pension.
In Italien hat Toni Bender einen geschäftlichen Termin mit ihrem Lieferanten Aldo Matthey. Mit ihm erlebt sie dann die Silvesternacht auf dem Marktplatz einer belebten Kleinstadt. Dabei kommen sich die zwei zwar näher, aber den letzten Schritt, sich dem Mann ganz hinzugeben, wagt Toni nicht.
Marie-Claire drängt immer ungeduldiger darauf, dass Heinz die Scheidung einreiche. Bei dem aber wächst zusehends das Bewusstsein, dass sein Verhältnis zu der jungen Frau nur ein Abenteuer war. In Wirklichkeit sehnt er sich nach einer Partnerin, mit der er ernsthaft seine Probleme besprechen und tiefschürfende Gespräche führen kann: nach Toni. Es folgen noch ein paar retardierende Momente; aber am Schluss versöhnt sich das Ehepaar Bender wieder.

## Ergänzungen
Die Außenaufnahmen entstanden am Brennerpass sowie in München, in San Gimignano und Poggibonsi in Mittelitalien, die Innenaufnahmen in den Ateliers der Bavaria Film in Grünwald-Geiselgasteig. Die Bauten wurden von den Filmarchitekten Franz Bi und Bruno Monden entworfen. Die Produktionsleitung übernahm Erwin Gitt. Die Uraufführung erfolgte am 14. April 1954 in Frankfurt am Main. Im Juli 1954 wurde der Film auch beim Locarno Film Festival gezeigt.

## Kritik
Das Lexikon des internationalen Films zieht folgendes Fazit: „Klischeehafte, oberflächliche Verarbeitung lebensnaher, zeitgemäßer Konflikte.“ Eine wesentlich bessere Meinung von dem Film hat der Kritiker der Fernsehzeitschrift Prisma: „Mit großem Gespür für seine Schauspieler inszenierte Paul Verhoeven ein psychologisch spannendes Nachkriegsdrama über das neue Selbstbewusstsein der Frauen und die seelische Erschöpfung der Männer. Die schlagfertige Luise Ullrich und der kurz vor seiner internationalen Karriere stehende Curd Jürgens als gebrochener Held gaben dabei eine exzellente Besetzung ab.“

## Quelle
- Programm zum Film: Das Neue Film-Programm, erschienen im gleichnamigen Verlag von H. Klemmer, Neustadt an der Weinstraße, ohne Nummernangabe.